# Deutscher Auslands-Depeschendienst
Deutscher Auslands-Depeschendienst (DAPD), (Service de dépêches pour l’étranger allemand) était une agence de presse généraliste allemande dont le siège est à Berlin en Allemagne fondée en septembre 2010 par Martin Vorderwülbecke et Peter Löw. Deuxième agence de presse en Allemagne, elle a créé la surprise en annonçant son dépôt de bilan le 2 octobre 2012.
Elle avait été créée à partir du service de l'ancienne agence de presse ouest-allemande Deutscher Depeschendienst (ddp) et du service en allemand d'AP (Associated Press).

## Historique
En 2004, à la suite de la liquidation judiciaire du service de l'ancienne agence de presse historiquement ouest-allemande Deutscher Depeschendienst (ddp) — qui avait intégré l'agence d'État est-allemande Allgemeiner Deutscher Nachrichtendienst (ADN) (services général allemand de nouvelles) à la réunification du pays en 1989 — Peter Löw et Martin Vorderwülbecke via leur société d'investissement BluO reprennent l'agence de nouvelles.
En décembre 2009 les deux investisseurs de BluO profitent de la restructuration de l'agence l'américaine Associated Press touchée par la crise de 2008. Peter Löw et Martin Vorderwülbecke investissent dans le service en allemand,. AP Deutschland comprend des bureaux à Francfort en Allemagne, à Berne en Suisse et en Autriche,.
De janvier 2010 à 2012 Timo Peters ancien directeur des ventes et du Marketing de la dpa puis à l'AFP en Allemagne est nommé directeur des ventes, en septembre 2010 la fusion de DDP et d'AP Deutschland forme la DAPD.
À l'automne 2012 la DAPD déjà présente en France à la suite du rachat de Sipa Press juillet 2011 lance un service de dépêche en français Sipa news.
À la surprise générale, DAPD annonce pourtant son dépôt de bilan le 2 octobre 2012. On apprit par la suite que, durant la période qui précéda cette faillite, les deux investisseurs injectaient chaque mois 1 million d'euros sur leurs fonds personnels afin de maintenir l'entreprise à flot. L'administrateur chargé de trouver pour fin novembre 2012 une solution pour la poursuite de l'activité a proposé la suppression d'un tiers des emplois concernés.

## Activités
La DAPD est un service de nouvelles allemand basé à Berlin en Allemagne. Avec 30 % de part de marché en 2012 il s'agit de la deuxième agence de presse dans le pays elle fournit des contenus (texte et image) à près de 700 clients revendiqués et fournit jusqu'à 500 messages par jour et environ 2 000 photos. L'agence traite à la fois des nouvelles régionales et internationales,. En 2012 elle s'est constitué d'un service en français.

## Sipa news - DAPD France
En juillet 2011, DAPD rachète l'agence française de photo-journalisme Sipa Press auprès de Sud Communication groupe propriété de Pierre Fabre,.
En janvier 2012 DAPD annonce qu'elle ambitionne de lancer sa propre agence de nouvelles d'ici à la fin de 2012 en France. L'ancien directeur commercial de l'AFP Erik Monjalous intègre les équipes de la DAPD en France
En avril 2012 Sipa News filiale de la DAPD acquiert DioraNews. C'est un éditeur de contenus d'information multimédia et d'application multi-plateformes (mobiles, ardoises numériques, Web) parisien créé en 1999 devenue entre-temps filiale de l'italien Buongiorno,.
Le juillet 2012 DAPD annonce le rachat via sa filiale française Sipa News du service en français d'Associated Press (AP France). Le bureau parisien du service en langue française est créé en 1945 et emploie en 2011 15 journalistes permanents et une cinquantaine de pigistes. L'ancien rédacteur en chef France de l'AFP Jean-Luc Testault devient le rédacteur en chef de la DAPD en France,,.
À l'été 2012, DAPD l'agence de presse édite ses premières dépêche, texte, photo et vidéo signé Sipa News (DAPD France) avec une soixantaine de journalistes dont 32 journalistes rédactionnels issus de la fusion avec AP France.
Le dépôt de bilan de DAPD le 2 octobre 2012 a évidemment de lourdes conséquences pour SIPA, qui ne peut plus compter sur le soutien de son principal investisseur. À la mi-novembre 2012, des rumeurs dans la presse font état d'un prochain dépôt de bilan de SIPA, toutefois démenti par la société.

La toute nouvelle agence de presse Sipa News, étranglée financièrement par sa maison mère allemande, l'agence Dapd, a été mise en liquidation judiciaire le 6 décembre 2012 par le tribunal de commerce de Paris.
Sipa Press, l'agence photographique, a été placée en redressement judiciaire en vue de trouver un repreneur, tandis que la troisième entité de Sipa, FLS (ex-AP France), a aussi été mise en liquidation, a précisé le tribunal.
Les deux sociétés FLS et Sipa News, qui fabriquaient le nouveau fil texte de Sipa, emploient 50 salariés ainsi qu'une dizaine de pigistes. Sipa Press emploie 60 personnes. Une autre société du groupe, Sipa Media, qui fournit des contenus et des services à des sites internet avec 12 salariés, n'est pas concernée par la procédure.

## Dirigeants
Les actionnaires sont Martin Vorderwülbecke et Peter Löw via leur société d'inversement BluO. Le directeur général et rédacteur en chef est Cord Dreyer.